# Những phù thủy tối cao
Những phù thủy tối cao (tiếng Nga: Верховная Ведьма) là phần tiếp theo của cuốn tiểu thuyết huyền ảo Người giám hộ phù thủy, ra đời năm 2004.

## Nội dung

### Nhân vật
- Volkha Rednaya
- Lyon
- Orsana
- Rolar: Ma cà rồng
- Lereyena: Ma cà rồng
- Val (Valisy)
- Ksan Deyanir Perlov (Giáo sư Ksandr)
- Giáo sư Pitrim
- Vua Naum
- Rycharg
- Kella
- Gereda